# Aancistroger elbenioides
Aancistroger elbenioides là một loài côn trùng thuộc họ Gryllacrididae. Tên khoa học của loài này được Karny công bố hợp lệ vào năm 1926.